# Peter Kurland
Peter F. Kurland é um sonoplasta americano. Como reconhecimento, foi nomeado ao Oscar 2014 na categoria de Melhor Mixagem de Som por Inside Llewyn Davis.